# Bratislava Slot
Bratislava Slot (slovakisk:  Bratislavský hrad ?, tysk Pressburger Schloss, ungarsk Pozsonyi Vár) er det største slot i Bratislava, hovedstaden i Slovakiet.
Bygningen er en massiv rektangulær bygning med fire tårne, og er placeret på en ganske isoleret højde af De Små Karpater (Malé Karpaty) lige over Donau (85 m), i midten af Bratislava. Der er god udsigt over byen fra slottet, og man kan se til både Østrig og (når det er fint vejr) Ungarn. Der er forbundet mange legender med slottets historie.
Slotsbakken har været beboet siden overgangstiden mellem stenalderen og bronzealderen. De første som boede her var kelterne, som byen fungerede for som et akropolis, siden fulgte romerne, hvor byen var en del af limes, Romerrigets forsvarslinje) og slaverne, hvor byen var et stort militært og religiøst center for Stormähren. Borgen bliver først nævnt i 805 eller 907 (sidstnævnte i Salzburg annalerne). Et stenslot blev ikke bygget før i det 10. århundrede, da området var del af Kongeriget Ungarn. Gennem historien er slottet blevet ødelagt og genopbygget flere gange.
Slottet blev ombygget til et gotisk anti-hussiter-fort under Sigismund af Luxemburg i 1430, og det blev et renæssanceslot i 1562, og blev igen ombygget i 1649, denne gang i barokstil. Under dronning Maria Theresia blev slottet et prestigefyldt royalt sæde. I 1811 blev slottet ødelagt ved brand, og lå i ruiner indtil 1950'erne, da det næsten blev fuldt genopbygget i dets tidligere theresiske stil.